# ورزشگاه چانگشو
ورزشگاه چانگشو (به لاتین: Changshu Stadium) یک ورزشگاه در چین است که در چانگشو واقع شده‌است.